# Veronika Kalinina
Veronika Alekseevna Kalinina (in russo Вероника Алексеевна Калинина?; Čechov, 19 gennaio 1999) è una sincronetta russa due volte campionessa del mondo con la squadra della Russia.

## Carriera
Veronika Kalinina ha disputato i I Giochi europei che si sono svolti nel 2015 a Baku, in Azerbaigian, vincendo due medaglie d'oro nella gara a squadre e nel libero combinato. L'anno successivo ha preso parte agli Europei giovanili di Fiume, in Croazia, laureandosi campionessa juniores nel singolo, davanti all'ucraina Yelyzaveta Yakhno, nel duo insieme a Dar'ja Kulagina e nella gara a squadre. La sua carriera giovanile raggiunge il culmine con la medaglia d'oro vinta nel duo, insieme sempre a Kulagina, e nella gara a squadre ai Mondiali juniores di Kazan' 2016.
Nel 2017 entra a far parte della Nazionale maggiore e ai Mondiali di Budapest 2017 sale due volte sul gradino più alto del podio nella gara a squadre. In seguito colleziona pure i primi titoli continentali nella stessa specialità agli Europei di Glasgow 2018.

## Palmarès
- Mondiali

Budapest 2017: oro nella gara a squadre (programma tecnico e libero).
Gwangju 2019: oro nella gara a squadre (programma tecnico e libero) e nel libero combinato.
- Europei

Glasgow 2018: oro nella gara a squadre (programma tecnico e libero).
- Giochi europei

Baku 2015: oro nella gara a squadre e nel libero combinato.
- Mondiali giovanili

Kazan' 2016: oro nel duo e nella gara a squadre.
- Europei giovanili

Fiume 2016: oro nel singolo, nel duo e nella gara a squadre.